# Caludon Castle
Caludon Castle är ett slott i Coventry i Storbritannien. Det ligger i grevskapet West Midlands och riksdelen England, i den södra delen av landet, 140 km nordväst om huvudstaden London. Caludon Castle ligger 87 meter över havet.
Terrängen runt Caludon Castle är platt. Runt Caludon Castle är det tätbefolkat, med 276 invånare per kvadratkilometer. Närmaste större samhälle är Coventry, 4,3 km väster om Caludon Castle. Trakten runt Caludon Castle består till största delen av jordbruksmark.